# Pierre David (Saint-André-des-Eaux)
La Pierre David est un mégalithe situé sur la commune de Saint-André-des-Eaux (Loire-Atlantique) dans le département de la Loire-Atlantique.

## Description
La Pierre David est une dalle de granulite, de forme triangulaire, d'environ 3,15 m de côté sur une base de 2 m pour une épaisseur de 0,80 à 0,95 m. Il pourrait s'agir d'un ancien menhir ou d'une dalle d'un ancien dolmen. Elle comporte sur une face une cavité cylindrique de 0,20 m de diamètre et 0,1 m de profondeur ainsi qu'une profonde rainure.
Son état actuel est conforme à la description donnée par Pitre de Lisle du Dreneuc en 1882 mais durant la Première Guerre mondiale, son propriétaire la fit redresser sur trois piliers maçonnés, dont un en forme d'escalier, la face comportant la cavité étant dirigé vers le ciel. Les motifs de cette construction sont inconnus.